# أرت بينكووسكي
أرت بينكووسكي (مواليد 19 فبراير 1975) هو ملاكم كندي، مثّل بلاده في الألعاب الأولمبية الصيفية 2000.

## وصلات خارجية
- أرت بينكووسكي على موقع IMDb (الإنجليزية)

أرت بينكووسكي على موقع بوكس ريك (الإنجليزية) (registration required)
- أرت بينكووسكي على موقع أوليمبيديا (الإنجليزية)